# Plagiognathus brevirostris
Plagiognathus brevirostris är en insektsart som beskrevs av Knight 1923. Plagiognathus brevirostris ingår i släktet Plagiognathus och familjen ängsskinnbaggar. Inga underarter finns listade i Catalogue of Life.